# Mark Bennett (Snookerspieler)
Mark Bennett (* 23. September 1963) ist ein ehemaliger walisischer Snookerspieler, der nach dem Gewinn der walisischen Snooker-Meisterschaft im Jahr 1985 ein Jahr später Profispieler wurde und infolgedessen bis zum Ende der Saison 2000/01 fünfzehn Jahre als solcher verbrachte.

## Karriere

### Anfänge als Amateur
Der aus Newport stammende Bennett nahm erstmals 1980 bei den Pontins Spring Open an einem wichtigen Amateurturnier teil und verlor mit 0:4 gegen den vormals sechsfachen Weltmeister Ray Reardon sein Auftaktspiel. Im selben Jahr verlor er sowohl bei der walisischen U17-Meisterschaft als auch beim U21-Pendant im Finale. Fünf Jahre später gelang Bennett mit einem 8:7-Sieg über Dilwyn John der Gewinn der walisischen Snooker-Meisterschaft. Noch im selben Jahr überstand er bei der Amateurweltmeisterschaft mit Siegen über unter anderem Jon Wright, Geet Sethi und Alain Robidoux die Gruppenphase, bevor er im Viertelfinale mit 2:5 Dilwyn John unterlag. Zudem versuchte er trotz einer Halbfinalteilnahme beim zweiten Event vergeblich, sich über die WPBSA Pro Ticket Series für die Main Tour zu qualifizieren. Ein Jahr später erreichte er das Viertelfinale der walisischen Meisterschaft und verlor in diesem mit 2:4 gegen John Terry. Kurz darauf – zur Saison 1986/87 – wurde Bennett Profispieler.

### Erste Profijahre
Zu Beginn seiner ersten Profisaison, der Spielzeit 1986/87, gelang Bennett bei den International Open mit Siegen über Martin Smith und Paddy Browne die Qualifikation für die Hauptrunde, in der er mit 1:5 dem Engländer John Virgo unterlag. Während er im Folgenden beim Grand Prix ebenfalls die Hauptrunde erreichte, jedoch erst in der zweiten Hauptrunde respektive der Runde der letzten 32 verlor, verlor er auch beim Classic nach erfolgreicher Qualifikation in der ersten Hauptrunde gegen John Virgo. Zusätzlich verlor Bennett ebenso bei der UK Championship und bei den British Open sowie beim Non-ranking-Turnier Welsh Professional Championship seine Auftaktspiele. Allerdings besiegte er zum Saisonende in der Qualifikation für die Snookerweltmeisterschaft den Engländer John Hargreaves, seinen Landsmann Wayne Jones, den Kanadier Bernie Mikkelsen sowie in der finalen Qualifikationsrunde dessen Landsmann Bill Werbeniuk, sodass es Tourneuling Bennett direkt im ersten Anlauf schaffte, sich für die im Crucible Theatre von Sheffield stattfindende Hauptrunde der Snookerweltmeisterschaft zu qualifizieren. In dieser traf er auf den früheren Weltmeister Dennis Taylor, der ihm mit 4:10 besiegte. Daraus folgte für Bennett jedoch die Platzierung auf Weltranglistenplatz 54.
Zum Start in die Saison 1987/88 erreichte Bennett bei den International Open und beim Grand Prix erneut die Hauptrunde, verlor aber in beiden Fällen in dieser direkt gegen Jimmy White beziehungsweise Stephen Hendry. Zudem verlor er bei der UK Championship und bei den British Open seine Auftaktspiele und schied bei der Welsh Professional Championship im Gegensatz zum Vorjahr nach einem gewonnenen Auftaktspiel im Viertelfinale gegen Doug Mountjoy aus. Beim Classic hatte Bennett zuvor mit einer Teilnahme an der Runde der letzten 32 sein bestes Saisonergebnis erzielt, ehe er nach Siegen über die Kanadier Gino Rigitano und Jim Wych in der Qualifikation für die Snookerweltmeisterschaft mit einer 7:10-Niederlage gegen deren Landsmann Kirk Stevens in der finalen Qualifikationsrunde seine Saison beendete. Dennoch konnte er sich auf der Weltrangliste um lediglich zwei Plätze verbessern.
Auch zu Beginn der Saison 1988/89 erreichte Bennett bei den International Open die erste Hauptrunde und schied in dieser gegen seinen Landsmann Steve Newbury durch einen whitewash aus. Allerdings folgte beim Grand Prix eine Auftaktniederlage, die sich im Laufe der Saison ebenfalls für Bennett beim Classic und in der Qualifikation für die Snookerweltmeisterschaft ereignete. Doch im Gegenzug erreichte er neben dem Halbfinale der Welsh Professional Championship und der Runde der letzten 64 der British Open sowohl beim Canadian Masters als auch bei den European Open die Runde der letzten 32. Zuvor hatte er jedoch bei der UK Championship mit einer Achtelfinalteilnahme nach einem Sieg über Jimmy White sein bestes Saisonergebnis erzielt. Dadurch konnte sich Bennett auf der Weltrangliste erneut verbessern, sodass er in der folgenden Saison auf Rang 47 geführt wurde.
Im Gegensatz zu den bisherigen Saisons startete Bennett in die nächste Saison mit einer Auftaktniederlage bei den Hong Kong Open, was sich im weiteren Verlaufe der Saison allerdings lediglich noch bei der Welsh Professional Championship wiederholte. Davon abgesehen erreichte er bei vier Ranglistenturnieren die Runde der letzten 64 sowie bei den International Open und bei den British Open die Runde der letzten 32 sowie nach erfolgreicher Qualifikation die mit ebenjener Runde gleichzusetzende erste Hauptrunde der Snookerweltmeisterschaft. Kurz nach Saisonbeginn hatte er zudem bei dem ersten Event der WPBSA-Non-Ranking-Tour das Halbfinale erreicht, bevor er bei der UK Championship erstmals in seiner Karriere das Viertelfinale eines Ranglistenturnieres erreichte. Zudem konnte er bei den European Open unter anderem Terry Griffiths und Silvino Francisco besiegen, bevor er im Achtelfinale gegen Neal Foulds verlor. Daraus resultierte auf der Weltrangliste ein Sprung auf Rang 33, wodurch er die zum damaligen Zeitpunkt mit Rang 32 verbundene, direkte Qualifikation für die Hauptrunden der meisten Ranglistenturniere nur knapp verpasste.

### Jahre in den Top 32
Bedingt durch eine 40:72-Niederlage nach Punkten in der ersten Runde des International One Frame Shoot-Outs begann für Bennett auch die Saison 1990/91 mit einer Auftaktniederlage, was sich aber im Laufe der Saison lediglich bei der UK Championship wiederholte. Daneben schied er bei vier Turnieren nach einem Sieg im Auftaktspiel in der Runde der letzten 64 sowie bei ebenfalls vier Turnieren einschließlich der Snookerweltmeisterschaft in der Runde der letzten 32 aus. Somit kam er bei lediglich zwei Turnieren über diese Runde heraus: Zuerst gelangen ihm bei den Asian Open Siege über Barry Pinches, Tony Meo, Bob Chaperon und John Campbell, bevor er im Viertelfinale dem späteren Turniersieger Stephen Hendry unterlag. Im neuen Jahr hingegen erreichte er mittels Siegen über Steve Newbury und Tony Chappel bei der Welsh Professional Championship zum einzigen Mal in seiner Karriere das Finale eines professionellen Turnieres, welches er allerdings mit 3:9 gegen Darren Morgan verlor. Auf der Weltrangliste bedeutete dies ein Gewinn von vier Plätzen, wodurch Bennett mit Rang 29 erstmals in den Top 32 geführt wurde.
Wie beispielsweise beim Dubai Classic zum Saisonauftakt schied Bennett in der folgenden Saison bei fünf Turnieren in der Runde der letzten 32 aus. Zudem verlor er bei vier weiteren Turnieren sein jeweiliges Auftaktspiel, darunter in der finalen Qualifikationsrunde für die Snookerweltmeisterschaft mit 9:10 gegen Alan McManus. Abgesehen von diesen mittelmäßigen Ergebnissen konnte Bennett beim Grand Prix mit Siegen über Jonathan Birch und Gary Wilkinson sowie beim Asian Open mit Siegen über Mark Johnston-Allen und Neal Foulds jeweils das Achtelfinale erreichen, in dem er sich Dave Finbow beziehungsweise Alan McManus geschlagen geben musste. Dies führte hinsichtlich der Weltrangliste zu einer Verbesserung von zwei Plätzen.
Gleich zu Beginn der Saison 1992/93 konnte Bennett beim Dubai Classic mit Siegen über Barry West, Wayne Jones und Rod Lawler das Viertelfinale erreichen und schied dort gegen Alan McManus aus. Im weiteren Verlaufe der Saison gelangen ihm auch beim Grand Prix mit Siegen über Jason Prince, Martin Clark und Tony Chappel, beim ersten Event der Minor-ranking-Serie Strachan Challenge mit Siegen über Jamie Burnett, Robby Foldvari, Willie Thorne und Joe Johnson sowie bei den British Open, wobei er zuvor unter anderem Nigel Bond und Peter Ebdon besiegt hatte. Davon abgesehen erreichte er bei den European Open das Achtelfinale, bei der in dieser Saison als Minor-ranking-Turnier ausgetragenen Benson & Hedges Championship die Runde der letzten 32 sowie beim zweiten Strachan-Challenge-Event die Runde der letzten 64. Zudem nahm er bei mehreren anderen Turnieren wie in der Qualifikation für die Snookerweltmeisterschaft teil, ohne jedoch seine jeweiliges Auftaktspiel zu gewinnen. Auf der Weltrangliste wurde er infolge der Saison auf Rang 24 geführt, welcher seine beste Weltranglistenplatzierung überhaupt blieb.
In der nächsten Saison konnte Bennett allerdings nicht an die Erfolge der vorherigen Saisons anknüpfen und verlor bei sechs Turniere einschließlich der WM-Qualifikation sein Auftaktspiel und schied bei einem weiteren in der Runde der letzten 128 aus. Auch bei den drei Ranglistenturnieren mit gewonnenen Auftaktspielen schied er mit einer Niederlage in der Runde der letzten 32 jeweils früh aus. Sein bestes Saisonergebnis stellte allerdings eine Halbfinalteilnahme bei dem mittlerweile allerdings nur noch als Non-ranking-Turnier gewerteten zweiten Strachan-Challenge-Event dar, wo er unter anderem nach einem Sieg über Dominic Dale dem Engländer Anthony Hamilton unterlag. Trotz der verschlechterten Ergebnisse verlor er auf der Weltrangliste nur sieben Plätze, wodurch er sich mit Rang 31 knapp in den Top 32 halten konnte.

### Abgang auf Rang 50
Auch in der Saison 1994/95 verschlechterten sich Bennetts Ergebnisse zusehends, als er von insgesamt acht Turnieren in sechs Fällen sein Auftaktspiel in der Runde der letzten 64 wie beim Grand Prix mit 0:5 gegen Joe Johnson oder in der Runde der letzten 48 wie bei seiner 6:10-Niederlage gegen Stefan Mazrocis in der finalen Qualifikationsrunde der Snookerweltmeisterschaft. Lediglich bei der UK Championship gegen Danny Fowler und bei den European Open gegen Roger Garrett konnte er sei  jeweiliges Auftaktspiel gewinnen, bevor er sich in der daraufhin folgenden Runde der letzten 32 Ken Doherty beziehungsweise Darren Morgan geschlagen geben musste. Auf der Weltrangliste wirkte sich dies mit einer Verschlechterung von elf Plätzen auf Rang 42 aus, wodurch Bennett sich fortan wieder für sämtliche Hauptrunden von Ranglistenturnieren qualifizieren musste.
Die nächste Saison begann für Bennett mit einem mit einem 5:2-Sieg über Euan Henderson verbundenen Einzug in die Runde der letzten 64 des Thailand Classics, bevor er wie auch im späteren Saisonverlauf bei den International Open in der Runde der letzten 64 ausschied. Zudem verlor Bennett bei drei Turnieren einschließlich der WM-Qualifikation sein Auftaktspiel und konnte ebenso drei Mal – beim Grand Prix, bei der UK Championship und bei den British Open – die Runde der letzten 32 erreichen, nachdem er bei den European Open diese mit einer 0:5-Niederlage gegen Joe Swail in der Runde der letzten 48 knapp verpasst hatte. Sein bestes Saisonergebnis hatte Bennett allerdings schon zuvor bei den German Open erreicht, als er mit Siegen über Marcus Campbell, Jason Prince, Dene O’Kane, Dave Harold und Steve James ins Viertelfinale eingezogen war und dort mit 2:5 Ken Doherty unterlag. Trotzdem konnte er auf der Weltrangliste seinen Platz nicht halten und rutschte infolgedessen auf Rang 43 ab.
Mit der Saison 1996/97 stieg die Zahl von Bennetts Auftaktniederlagen auf sieben Spiele an, wobei er somit lediglich drei Auftaktspiele gewann. So schied er bei den Welsh Open nach einem Whitewash über Alfie Burden in der Runde der letzten 64 gegen Dennis Taylor aus, wobei er zuvor bei den German Open in der Runde der letzten 48 im Decider gegen Martin Clark verloren hatte. Kurz nach Saisonbeginn hatte Bennett allerdings beim Grand Prix zum einzigen Mal in seiner Karriere das Halbfinale eines Ranglistenturnieres erreicht, als er Darryn Walker, Peter Ebdon, Chris Small, Ex-Weltmeister Steve Davis und Tony Drago besiegt hatte, um im Halbfinale mit 3:6 gegen Euan Henderson zu verlieren. Trotz dieser Halbfinalteilnahme verlor Bennett auf der Weltrangliste sieben weitere Plätze und belegte somit im Folgenden Rang 50.

### Letzte Profijahre
In der Saison 1997/98 sanken sowohl die Zahl aller Turnierteilnahmen Bennetts als auch die Zahl seiner Auftaktniederlagen um jeweils zwei, wodurch er erneut bei lediglich drei Turnieren sein Auftaktspiel gewinnen konnte. In zwei Fällen, genauer bei der UK Championship und bei den British Open schied Bennett dabei in der auf das Auftaktspiel folgende Runde der letzten 64 aus. Lediglich bei den Scottish Open zog er mit Siegen über Ian Brumby, Tony Drago und Dominic Dale ins Achtelfinale ein und verlor dort gegen den Engländer Chris Scanlon. Dennoch rutschte er mit einem Verlust von 16 Plätzen aus den Top 64 der Weltrangliste heraus und belegte somit in der nächsten Saison Rang 66.
Auch in ebenjener folgender Saison verlor Bennett mit sieben Spielen einen Großteil seiner Auftaktspiele, wodurch die Zahl der gewonnenen Spiele auf zwei sank. So konnte er direkt zum Saisonstart beim Grand Prix sein Auftaktspiel gegen Tony Knowles gewinnen, um anschließend in der Runde der letzten 96 dem Neuseeländer Dene O’Kane zu unterliegen. Ebenso konnte er bei den Welsh Open erst den Zyprioten Mehmet Husnu und im Anschluss den Pakistani Shokat Ali besiegen, bevor er in der ersten Hauptrunde gegen den Schotten und zum damaligen Zeitpunkt amtierenden Weltmeister John Higgins verlor. Auf der Weltrangliste äußerten sich Bennetts schlechte Ergebnisse allerdings mit einer Verschlechterung auf Rang 97.
Mit der Saison 1999/2000 sank die Zahl von Bennetts Auftaktniederlagen wieder auf sechs, allerdings dauerte es bis in die zweite Saisonhälfte, bis er beim Malta Grand Prix sein erstes Auftaktspiel gewinnen konnte, um im Anschluss daran gegen Marco Fu zu verlieren. Im weiteren Saisonverlauf gelang Bennett sowohl beim Thailand Masters als auch bei der Snookerweltmeisterschaft mit jeweils zwei Siegen der Einzug in die Runde der letzten 64, in der er aber gegen David Roe beziehungsweise Anthony Davies verlor. Auf der Weltrangliste rutschte er infolge der Saison um weitere zwanzig Plätze auf Rang 117 ab.
In der folgenden Saison konnte Bennett schließlich kein einziges Spiel gewinnen und unterlag in den ersten vier Turnieren der Saison Barry Hawkins, Stephen Maguire, Anthony Bolsover und Robin Hull. Im neuen Jahr unterlag er schließlich in der Qualifikation für die Welsh Open dem Engländer Craig Butler mit 2:5, wobei diese Niederlage bedingt dadurch, dass er die drei folgenden Partien nicht antrat, seine letzte Profipartie wurde. Zum Ende der Saison beendete Bennett nach 15 Saisons seine Profikarriere.

## Erfolge
| Ausgang              | Jahr | Turnier                          | Finalgegner   | Ergebnis |
| -------------------- | ---- | -------------------------------- | ------------- | -------- |
| Amateurturniere      |      |                                  |               |          |
| Zweiter              | 1980 | Walisische U17-Meisterschaft     | Chris Price   | 1:3      |
| Zweiter              | 1980 | Walisische U21-Meisterschaft     | Wayne Jones   | 1:3      |
| Sieger               | 1985 | Walisische Snooker-Meisterschaft | Dilwyn John   | 8:7      |
| Non-ranking-Turniere |      |                                  |               |          |
| Zweiter              | 1991 | Welsh Professional Championship  | Darren Morgan | 3:9      |